# Nick Farr-Jones
Nicholas Campbell Farr-Jones (Sídney, 18 de abril de 1962) es un exjugador australiano de rugby que se desempeñaba como medio scrum. Actualmente ejerce su profesión de abogado.
Farr-Jones es considerado uno de los mejores jugadores en su posición de la historia. Desde 2011 es miembro del Salón de la Fama de la World Rugby.

## Selección nacional
Farr-Jones debutó durante el Grand Slam de 1984 cuando Australia realizó la legendaria gira por Europa. La leyenda comenzó cuando los Wallabies vencieron a Inglaterra 3-19, en el segundo partido contra Irlanda triunfo 9-16, la tercera cita fue una abultada victoria contra los dragones rojos por 9-28 dónde los backs oceánicos se lucieron y terminó en Edimburgo con la victoria australiana. Hasta 2014 sigue siendo el último Grand Slam de los Wallabies.

### Participaciones en Copas del Mundo
Disputó la Copa del Mundo de Rugby de Nueva Zelanda 1987 perdiendo en semifinales con Francia y luego siendo derrotados 21-20 contra Gales por el tercer puesto. En 1991 jugó su último mundial, siendo el capitán de los Wallabies logró obtener el campeonato y consagrarse campeón del Mundo.
| Mundial                       | Sede          | Resultado     | Partidos | Tries |
| ----------------------------- | ------------- | ------------- | -------- | ----- |
| Copa Mundial de Rugby de 1987 | Nueva Zelanda | Cuarto puesto | 6        | 0     |
| Copa Mundial de Rugby de 1991 | Inglaterra    | Campeón       | 6        | 0     |

- Datos: Q3339743